# ويليام إس. هيل
ويليام إس. هيل (بالإنجليزية: William S. Hill)‏ هو سياسي أمريكي، ولد في 20 يناير 1886 في مقاطعة نيماها في الولايات المتحدة، وتوفي في 28 أغسطس 1972 في فورت كولنز في الولايات المتحدة. حزبياً، نشط في الحزب الجمهوري. وقد انتخب مشرف (تعليم) (1919 – 1922) وانتخب عضو مجلس نواب كولورادو (1924 – 1926) وانتخب عضو مجلس النواب الأمريكي.